# علی‌محمد نوربخش
علی‌محمد نوربخش کارگردان، تهیه‌کننده، فیلمبردار و نویسنده اهل ایران است.

## زندگی‌نامه
وی فعالیت فیلمسازی را از سال ۱۳۳۲ با کارگردانی فیلم «ملانصرالدین» با همکاری ایرج دوستدار آغاز کرد. در سال ۱۳۳۴ «زهره فیلم» را تأسیس کرد.

## فیلمشناسی
- ملانصرالدین (کارگردان ۱۳۳۲)
- خسیس (فیلمبردار ۱۳۳۴)
- پنجمین ازدواج (نویسنده با همکاری نصرت‌الله وحدت و تهیه‌کننده ۱۳۳۴)
- لیلی و مجنون (کارگردان، نویسنده، تهیه‌کننده و فیلمبردار ۱۳۳۵)
- عقاب صحرا (کارگردان، نویسنده، تهیه‌کننده و فیلمبردار ۱۳۳۷) نمایش داده نشد
- دو عروس برای سه برادر (فیلمبردار و تهیه‌کننده با مشارکت محمد عبدی ۱۳۳۸)
- عشق پیری (کارگردان، نویسنده، تهیه‌کننده و فیلمبردار ناتمام)